# 滕王阁

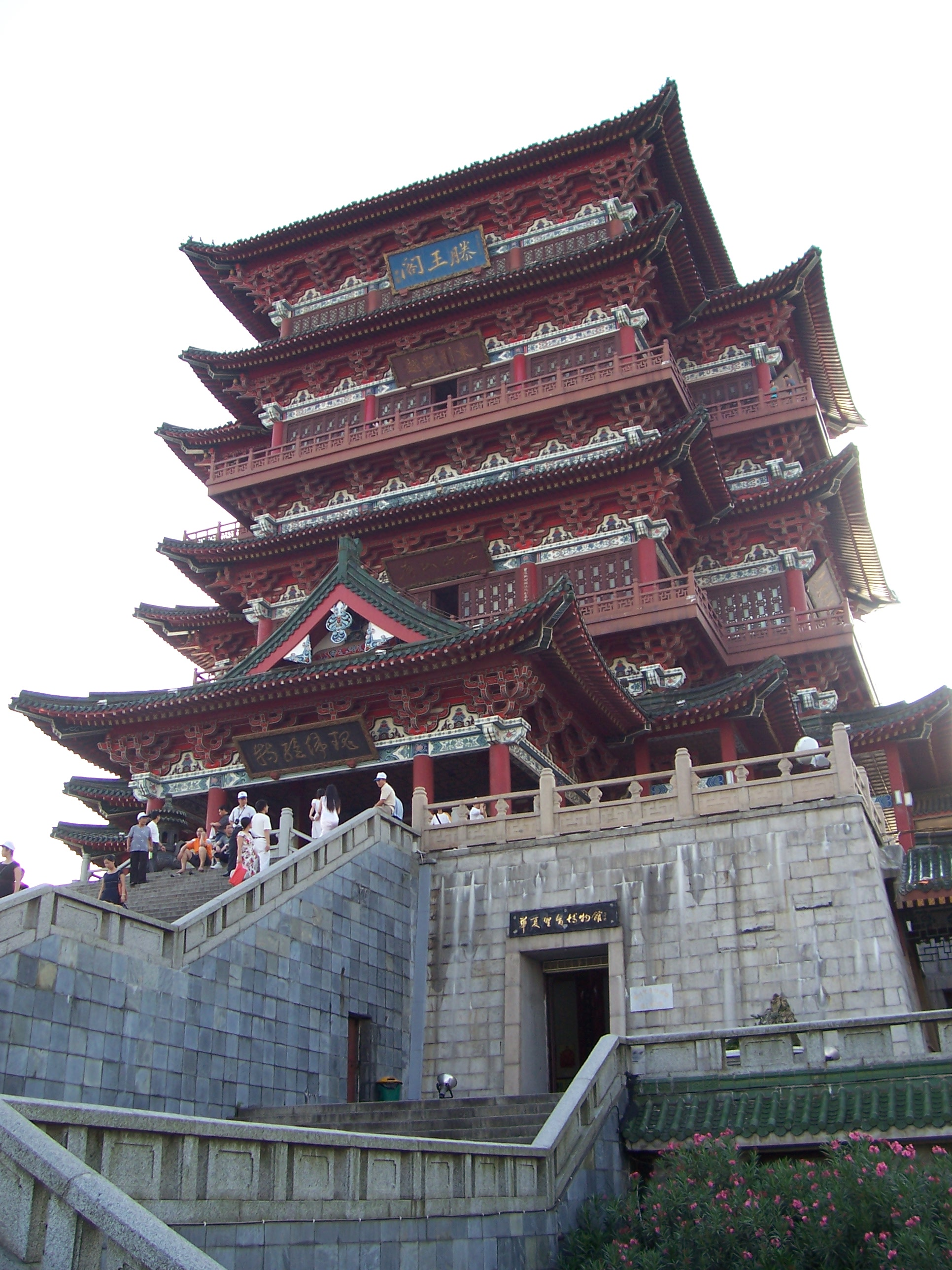
南昌滕王阁主楼

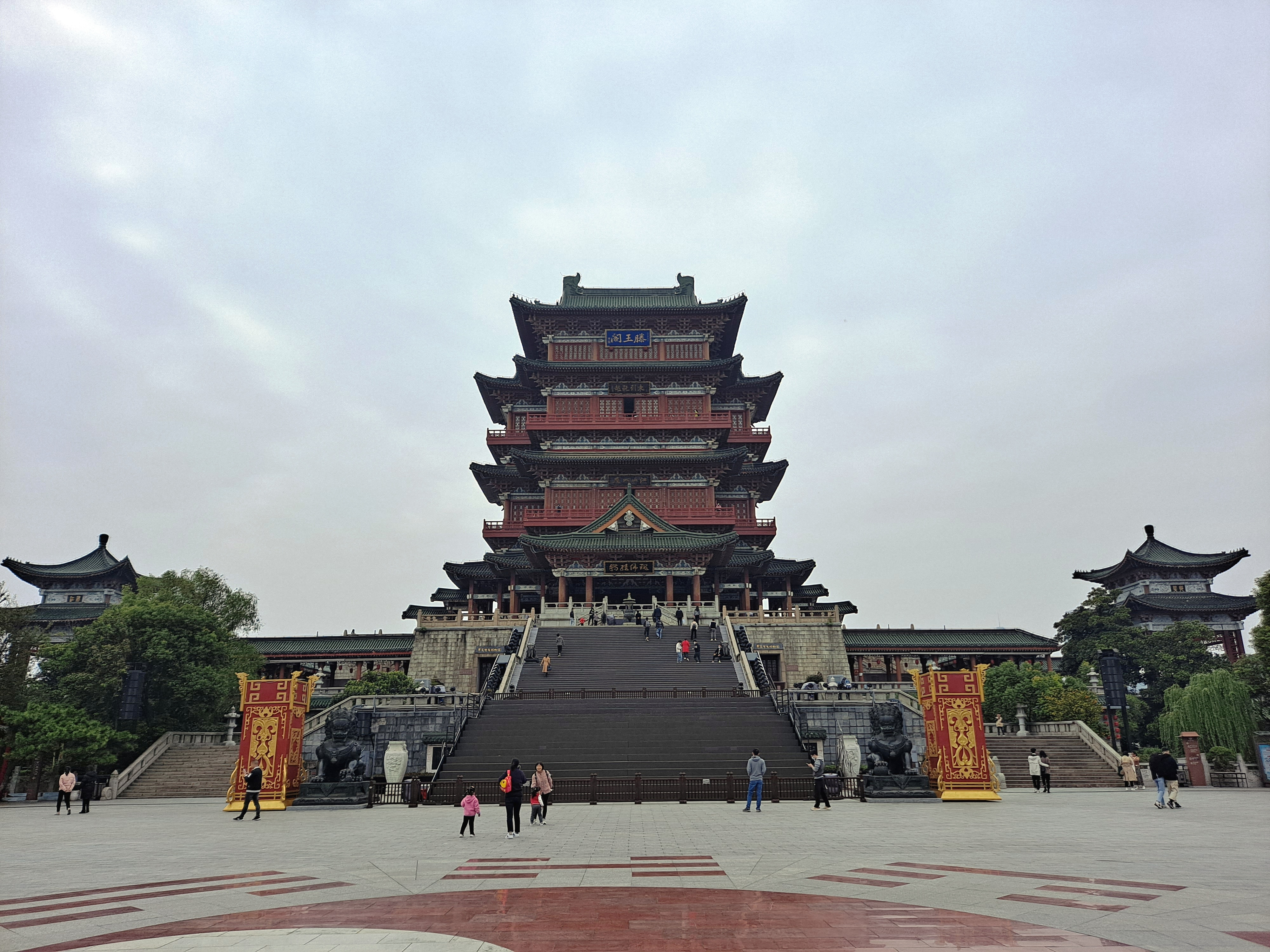
南昌滕王阁正面

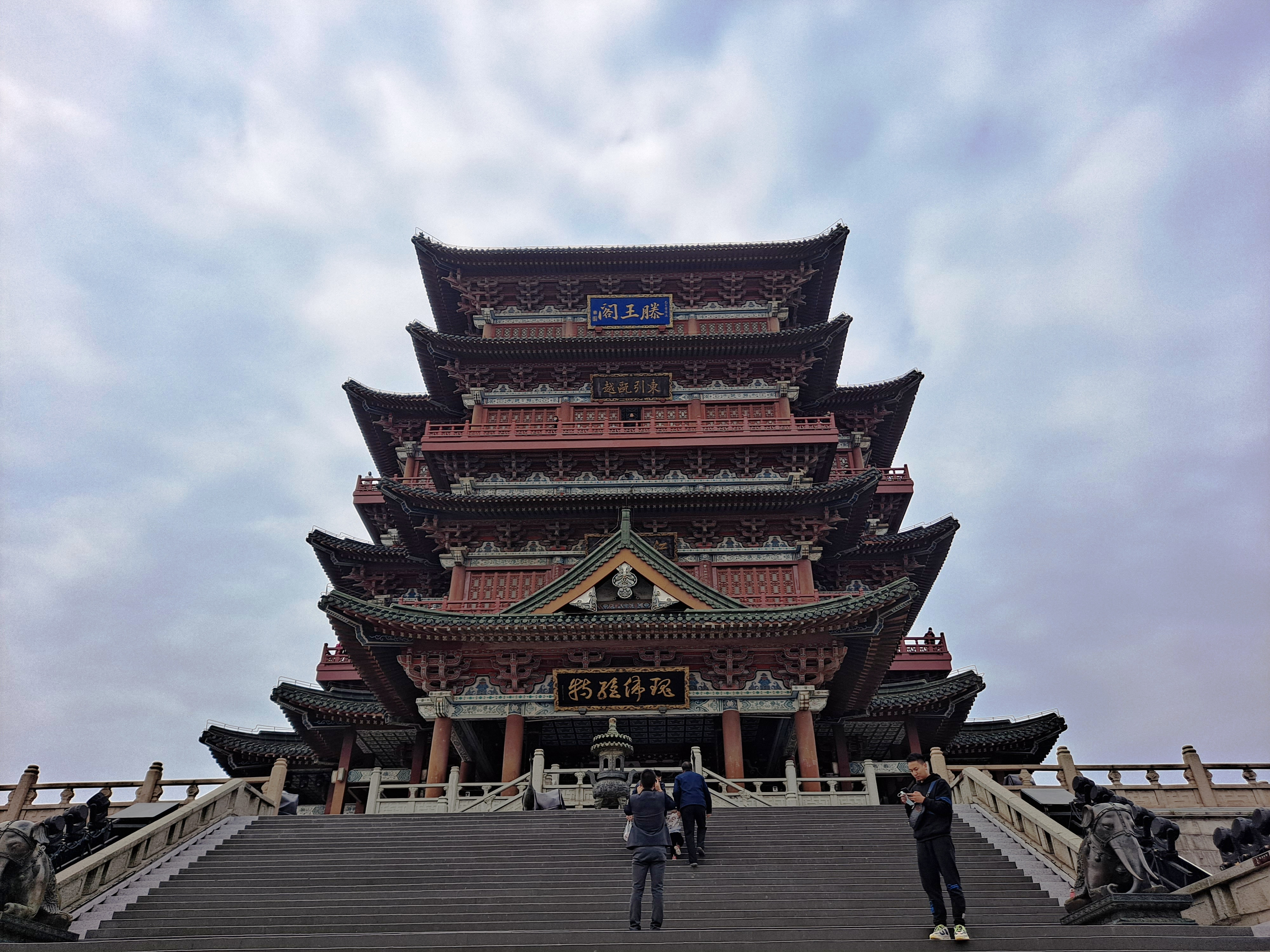
南昌滕王阁正面

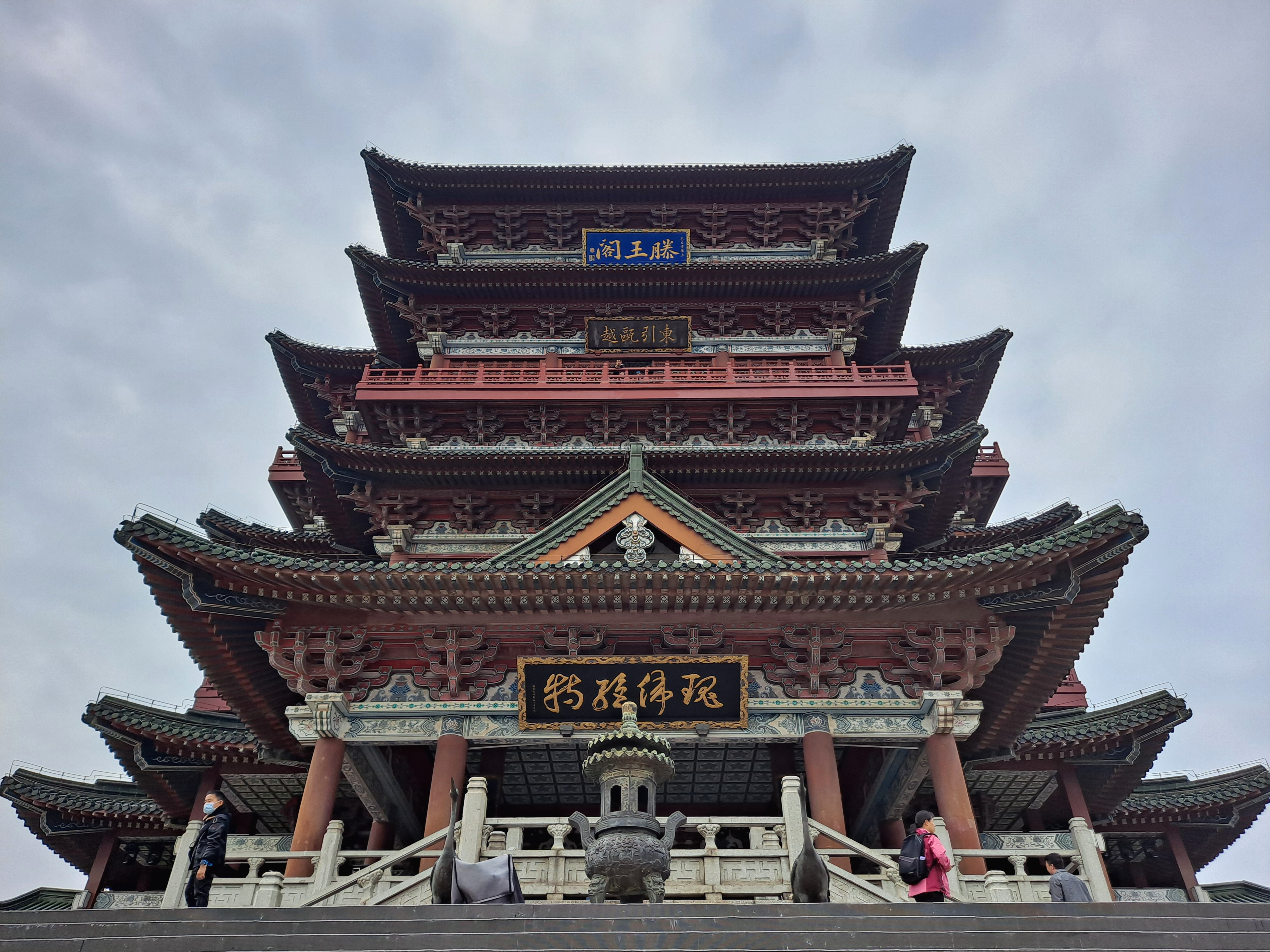
南昌滕王阁近面

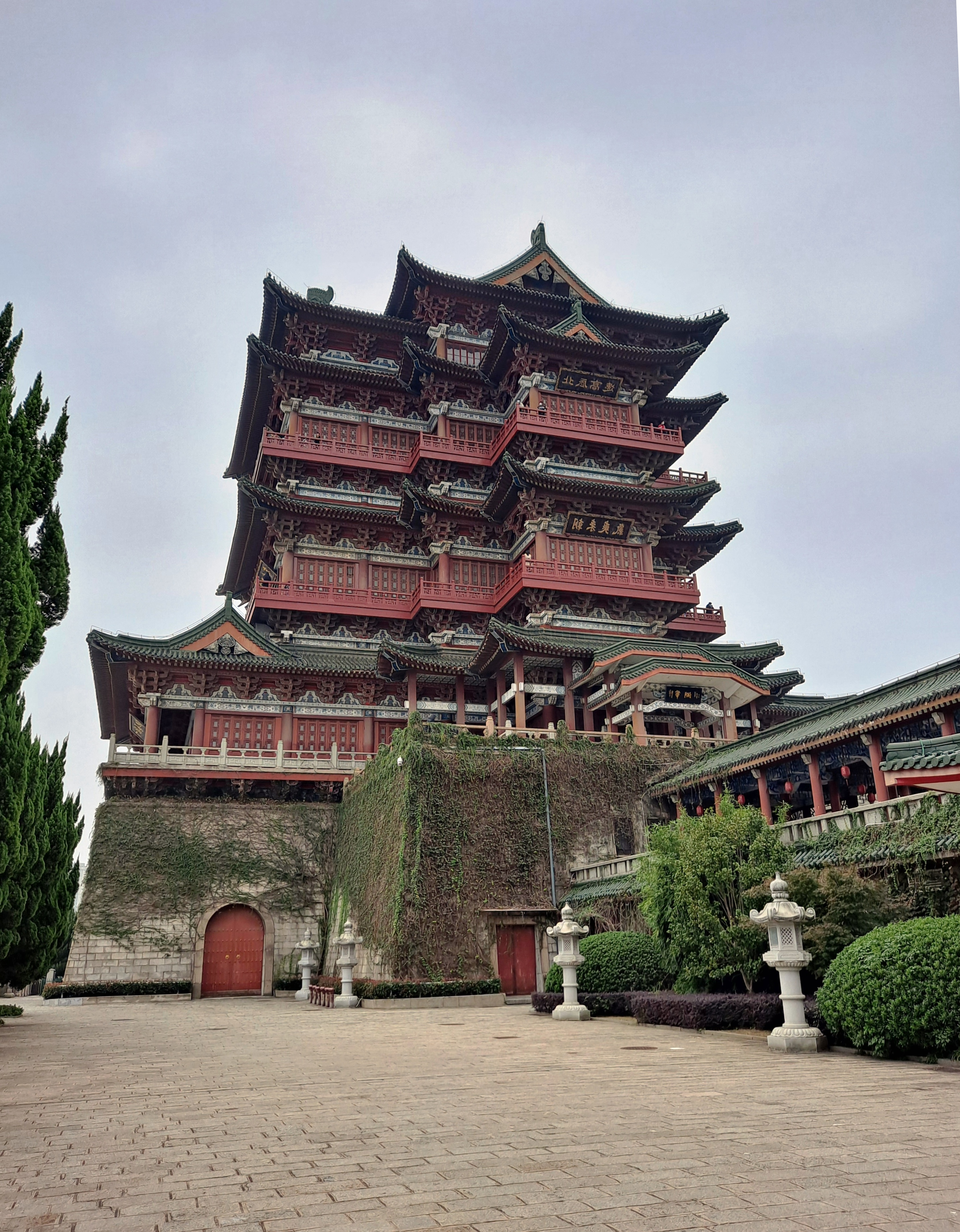
南昌滕王阁侧面

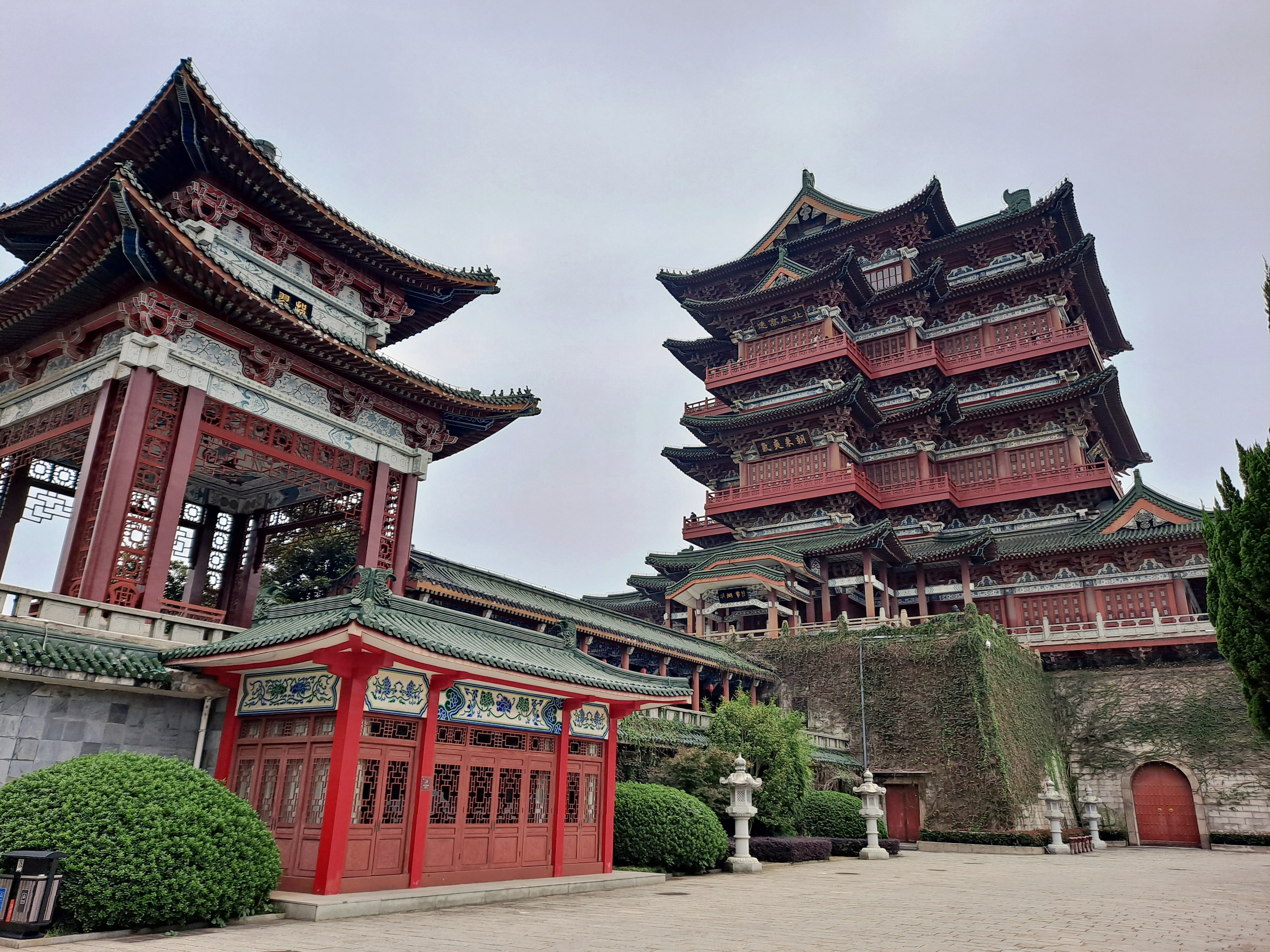
南昌滕王阁侧面

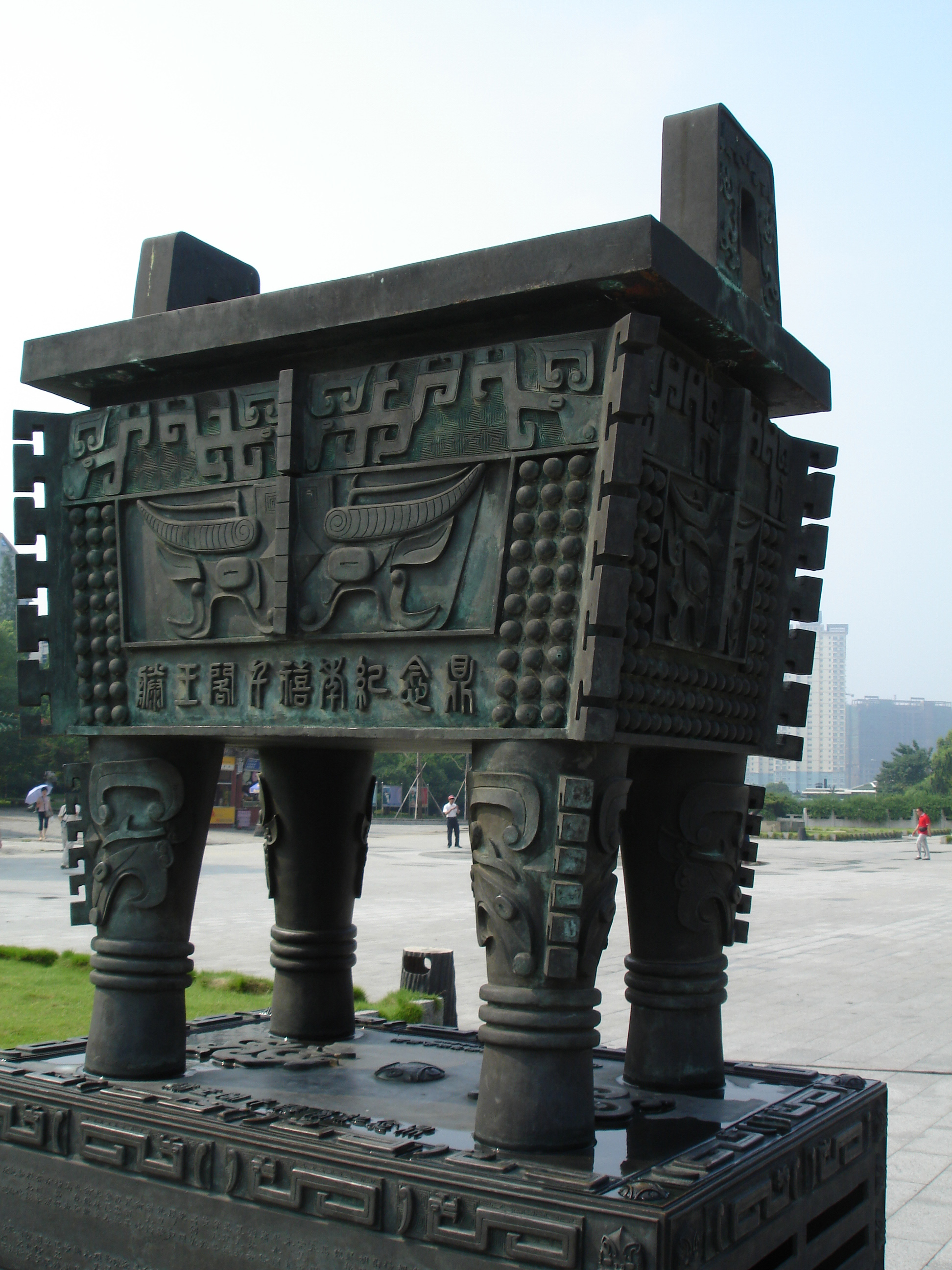
滕王閣前的紀念鼎

滕王阁，位于中国江西省南昌市西北部、赣江东岸，是中国江南三大名楼之一，另外两座分别为岳阳楼和黄鹤楼。是国家重点风景名胜区，以及国家5A级旅游景区。历史上滕王阁屡遭毁坏与重建，现存建筑于1989年在原址上重建，现代重建方案基于建筑师梁思成的草图，如今已成为南昌市的地标。全楼共九层，其主要建筑结构采用宋代木构风格，展现了滕王阁的宏伟气势。

## 历史
滕王阁座落于南昌市西北，赣江东岸。始建于唐永徽四年。为当时任洪州都督的唐高祖李渊之子李元婴所建。据记载，李元婴于永徽三年迁任苏州刺史，调任洪州都督时建此阁以为别居。由于李元婴封号为“滕王”，故名滕王阁。20多年后，当时的洪州都督阎公首次重修。竣工后，阎公聚集文人雅士作文记事，途经于此的王勃就是于此时写下了其代表名篇《滕王阁序》。并由此令滕王阁名扬四海。韓愈在《新修滕王閣記》中讚道：“愈少時則聞江南多臨觀之美，而滕王閣獨為第一，有‘瑰偉絕特’之稱。”清代詩人尚鎔《憶滕王閣》詩云：“天下好山水，必有樓臺收。山水與樓臺，又須文字留。”
后来历经宋、元、明、清，滕王阁历次兴废，先后修葺达28次之多，唐代五次、宋代1次、元代2次、明代7次、清代13次，建筑规制也多有变化。上元二年（675年）洪州都督阎公重修此阁，王勃寫成《秋日登洪府滕王阁饯别序》；贞元六年（790年）和元和十五年（820年），御史中丞洪都观察使王仲舒两次重修，韩愈为之作《重修滕王阁记》。宣宗大中二年（848年）夏，滕王阁毁于大火，江西观察使纥干於次日在原址上重建，同年八月竣工。宋朝大觀二年（1108年），江西洪州知府范坦重建滕王閣，丞相范致虚为之作《重建滕王阁记》曰：阁“崇三十有八尺，广旧基四十尺，增高十之一。南北因城以为庑，夹以二亭：南溯大江之雄曰‘压江’，北擅西山之秀曰‘挹翠’。”元代姚遂《新修滕王阁记》称宋阁“其基城为阁……大抵非唐屋矣”
元代滕王阁几经战乱而破败不堪，至元三十一年（1294年），第一次重修滕王阁，阁高五丈六尺。元统二年（1334年）江南行台御史大夫塔夫帖木儿游登滕王阁，下令重修，第二年七月竣工。明代洪武初年（1368年）朱元璋擊败陈友谅，在滕王阁上大宴文武群臣，正统初年，江西布政使吴润重建，改阁名“迎恩馆”。景泰三年（1452年），都御史韩雍巡抚江西，重建之，“堂高逾二十尺，而楼又逾其半，宏深富丽，……”；成化二年（1466年），布政使翁世资重建“西江第一楼”，同年十月落成，工部尚书谢一夔作《重修滕王阁记》。正德十四年（1519年）滕王阁亦毁于宁王朱宸濠兵乱。嘉靖五年（1526年），都御史陳洪謨重建，次年二月落成，吏部尚书罗钦顺撰《重建滕王阁记》曰：“阁凡七间，高四十有二尺，视旧有加。”；万历二十七年（1599年），江西巡抚王佐重修。万历四十四年（1616年）又一次毁于火，江西左布政使王在晋、大中丞王佐发起募资重建，再由王在晋撰《重建滕王阁碑记》，捐款人“皆得列名于右”。崇祯六年（1633年）江西巡抚解石帆捐款重修滕王阁，由邹维琏撰《重造滕王阁记》。
清代顺治五年（1648年）清军围攻南昌，滕王阁付之一炬，十一年（1654年），由巡抚蔡士英重建，康熙十八年（1679年），滕王阁毀於大火，由安世鼎重建之；康熙二十四年(1685年)，阁又遭火焚，由中丞宋荦重建。康熙四十一年（1702年），閣又大火，江西巡抚张志栋重建滕王阁落成，立即飞奏朝廷，康熙大喜，亲书董其昌之《滕王阁序》以贈。康熙四十五年（1706年）又被大火烧毁，惟“御碑亭”幸存，巡抚郎廷极随即重建。雍正九年（1731年）阁毁于火，乾隆元年（1736年），由江西总督赵宏恩、巡抚俞兆岳重建。乾隆五十四年（1789年）江西巡撫何裕成重建；嘉庆年间，滕王阁年久失修，江西巡抚秦承恩、江西巡抚先福先後重修。道光二十七年（1847年），阁遭火毁，不久修復；道光二十八年，阁又遭火毁，江西巡抚傅绳勋重建。咸丰三年（1853年）四月，太平天國翼王石达开奉命出镇安庆，赖汉英、胡以晃率军进攻南昌，围城三月，清軍方面由安徽巡撫江忠源稳守南昌，把總李光宽被太平军乱枪轰毙，滕王阁燒成一片灰烬。同治十一年（1872年），江西巡抚刘坤一主持集资重建。光绪末年（1908年），阁又遭火焚，於宣统元年（1909年）重建，此時清廷内外交困，民穷财尽，修阁规模大不如前。1926年滕王阁再度毁于军阀混战，赣军师长岳思寅下令火燒南昌城外，大火延烧三日，街巷尽成焦土。1927年縱火者张风歧、岳思寅等被处以死刑。此后50多年一直没有重修。

## 现况

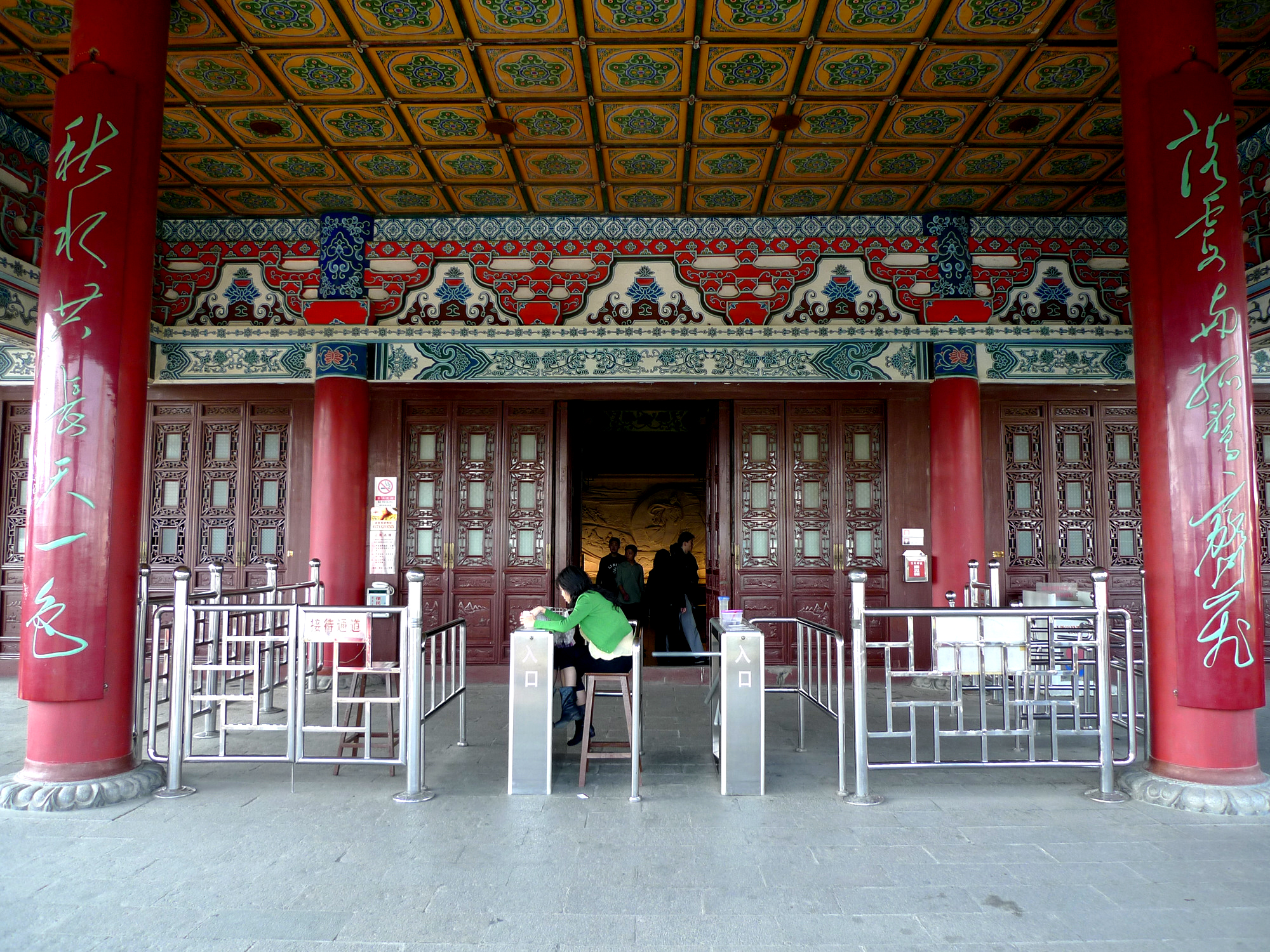
毛泽东为南昌滕王阁手书的对联

现在的滕王阁是基于1942年梁思成和莫宗江繪制的《滕王阁复原意向草图》。1957年11月，江西省向文化部呈送《重建滕王阁意见书》，1983年，重建滕王阁的决议提到议事日程，1984年，滕王阁重建委员会成立，1985年，滕王阁筹建小组成立并开始重建，于1989年10月8日建成。滕王阁是如今南昌市的标志性建筑之一，新楼为仿宋朝木结构样式，净高57.5米，共九层，采用宋朝楼阁“明三暗七”格式。其中明层皆有回廊可俯瞰赣江景色。楼体为钢筋混凝土建成，南北有回廊连接着“压江”、“挹翠”两个辅亭。建筑面积13000多平方米。
滕王阁主体下部为象征古城墙的高台阁座，高12米。主楼入口处为毛泽东书“落霞与孤鹜齐飞，秋水共长天一色”的不锈钢楹联。西大厅内有铜制1:25的滕王阁模型。二楼有一副长卷丙烯壁画《人杰图──江西历代名图卷》，描绘了历史上自先秦至清朝末年的八十位江西籍名人如陶渊明、徐孺子、曾巩、欧阳修、王安石、汤显祖等。画高2.55米，长43.9米。
三楼内厅有丙烯壁画《临川梦》，表现的是汤显祖戏剧《临川四梦》：《牡丹亭》、《紫钗记》、《南柯梦》、《邯郸记》的意境。四楼的壁画则为《地灵图》。
五楼正中有一个天井，再往上的是最高层的歌舞楼台“九重天”，有一仿古戏台“凌霄”，每天进行古装歌舞表演。戏台两侧陈列有楚国曾侯乙墓乐器的复制品，有编钟、编磬、建鼓、双凤虎座鼓、二十五弦古琴等。
而在主楼下的一片范围内，建有一个小型苏州式园林“俯畅园”，内有盆景陈列馆以及餐厅、饭店设施。
在市政规划中，滕王阁周边的榕门路上的建筑都必须与滕王阁本体风格一致，现在这里是南昌市古玩、文房四宝店铺集中的地方。
若搭乘公共交通前往滕王阁，宜于万寿宫站下车，而非在滕王阁站下车，因前者距滕王阁步行距离较近。

## 題詠
- 滕王閣（唐•王勃）

滕王高閣臨江渚，珮玉鳴鸞罷歌舞。

畫棟朝飛南浦雲，珠簾暮捲西山雨。

閑雲潭影日悠悠，物換星移幾度秋。

閣中帝子今何在？檻外長江空自流。

- 滕王閣（宋•蘇轍）

客從筠溪來，攲仄困一葉。

忽逢章貢餘，滉蕩天水接。

風霜出洲渚，草木見毫末。

勢奔西山浮，聲動古城嶪。

樓觀却相倚，山川互開闔。

心驚魚龍會，目送鳬雁滅。

遙瞻客帆久，更悟江流闊。

史君東魯儒，府有徐孺榻。

高談對賓旅，確論精到骨。

餘思屬湖山，登臨寄遺堞。

驕王應笑滕，狂客亦憐勃。

萬錢罄一飯，千金賣豐碣。

豪風相淩蕩，俳語終倉猝。

事往空長江，人來逐飛楫。

短篇竟蕪陋，絕景費彈壓。

但當倒罌瓶，一醉付江月。